# ياسر دقوري
ياسر دقوري صحفي وإعلامي كردي سوري يترأس تحرير موقع باخرة الكورد منذ 2005 حتى الوقت الحاضر. من مواليد مدينة عامودا، يقيم حالياً في ألمانيا.